# Villa Casana (Montalto Dora)
Villa Casana è una storica residenza di Montalto Dora in Piemonte.

## Storia
La villa venne fatta erigere daI barone Filiberto Antonio di Vallesa, il quale nel 1732 aveva ricevuto in dono dal duca Vittorio Amedeo II il feudo comitale di Montalto come riconoscimento dei servizi prestati come governatore durante l'assedio di Torino.
L'edificio era in principio una modesta residenza. Verso il 1818, quindi, il conte Alessandro Vallesa di Vallesa, maggior generale delle Regie Armate e ministro di Stato, lo fece trasformare in un ampio e grandioso palazzo, appoggiandosi all’architetto Giuseppe Maria Talucchi. Il giardino, progettato dallo scozzese Wallace, venne così esteso a tutta la collina retrostante. Dell’antico splendore oggi è rimasto il secolare cedro dell’Atlante, nella parte nord del giardino, visibile dalla strada lastricata che conduce al castello. Alla morte del conte Alessandro Vallesa, sopraggiunta nel 1823, la proprietà passò a sua figlia, la contessa Rosalia Roero di Guarene, e poi al figlio, il conte Alessandro.
A partire dal 1885 la villa e il non lontano castello di Montalto Dora divenirono proprietà del conte Severino dei Baroni Casana, senatore del Regno d'Italia. Nel 1890 anche l’architetto Alfredo d’Andrade intervenne sul palazzo apportando ulteriori rifacimenti ed abbellimenti. La villa è stata, dal 1939 al 2003, sede del monastero benedettino di San Michele, ospitando suore benedettine cistercensi di semiclausura. Rimane in seguito una proprietà privata.

## Descrizione
La villa sorge sul limitare del centro abitato di Montalto Dora, sulle prime pendici delle colline in cui si trovano i cinque laghi di Ivrea.